# Dirck Trip
Dirck Trip (1691-1748), heer van Groet (1730), was raad bij de Admiraliteit van Amsterdam (1743-1747), schepen (1726) en burgemeester van Amsterdam in 1735, 1742, 1748.

## Biografie
In 1709 schreef hij zich in als student in Leiden en promoveerde twee jaar later.
Hij trouwde in 1712 met Christina Eijgels en woonde in het Bartolottihuis op de Herengracht. Trip verhuisde in een later stadium naar 539. Bij het overlijden van zijn vrouw in 1725 schonk Dirk zijn kinderen ieder 300.000 gulden. In 1728 hertrouwde hij Agatha Levina Geelvinck. Hij werd raad bij de Admiraliteit van Amsterdam op voorspraak van zijn schoonvader Lieve Geelvinck.

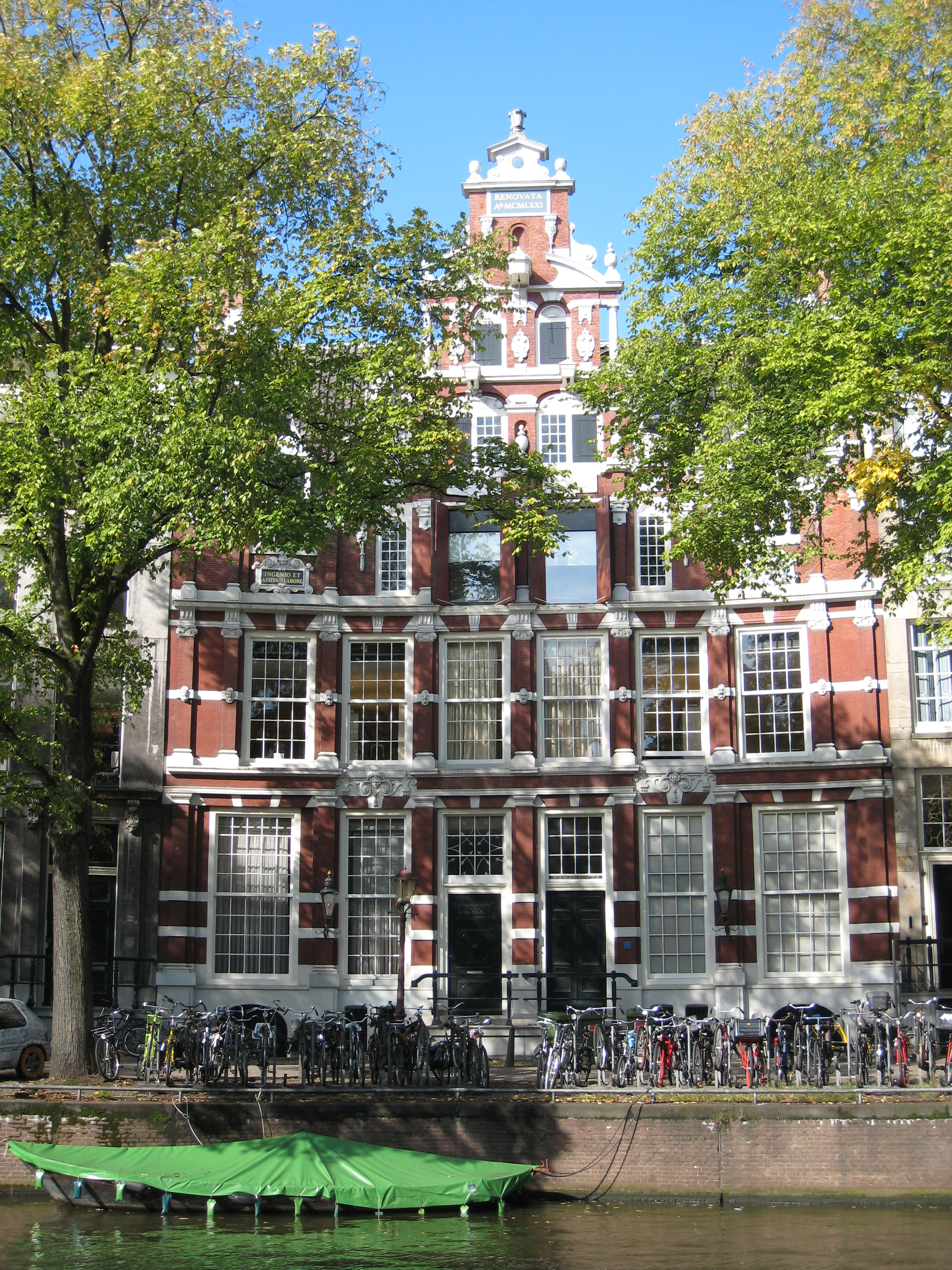
Huis Bartolotti, 2007

In 1741 werd hij kapitein, in 1741 kolonel van de schutterij. In 1742 was hij de rijkste man in Amsterdam, met een geschat inkomen van 50.000 gulden per jaar. Trip bezat de buitenplaats Waterland. Bij de boedelscheiding na zijn dood verhuisde de weduwe naar Herengracht 518.

## Kinderen
Trip had vier zonen:
- Lucas Trip (Amsterdam, gedoopt op 3 november 1720- overleden in Velsen, begraven op 6 december 1762 in de Westerkerk). Hij studeerde rechten in Leiden en promoveerde in 1741. Hij woonde op de Keizersgracht, niet ver van de Nieuwe Spiegelstraat. Het echtpaar had geen kinderen. Zijn weduwe Clara Magdalena DuPeyrou (1724-1796) trouwde in 1765 met Bernhard Siegfried Albinus, woonachtig op Rapenburg.
- Pieter Trip (1724-)
- Jan Trip (1730-)
- Dirck Trip de jonge (14 februari 1734-28 januari 1763) was kapitein in de schutterij. Hij trouwde met de schatrijke Jacoba Elisabeth van Strijen (1741-1816), een kleindochter van Joan Blaeu, en bewoonde Herengracht 516 en 518. Zijn vermogen werd geschat op 1,5 miljoen. Zijn weduwe hertrouwde Carel George van Wassenaer Obdam.

- Biografisch Portaal: 09047565
- Digitale Bibliotheek voor de Nederlandse Letteren: trip013
- Gemeinsame Normdatei: 1055337822
- International Standard Name Identifier: 0000 0003 8909 6709
- Nederlandse Thesaurus van Auteursnamen: 070037884
- Virtual International Authority File: 282454379
- WorldCat: E39PBJmxRtvtV99V3frxK9CYT3